# Numicia ngouriensis
Numicia ngouriensis är en insektsart som beskrevs av Synave 1962. Numicia ngouriensis ingår i släktet Numicia och familjen Tropiduchidae. Inga underarter finns listade i Catalogue of Life.